# Anne Lister

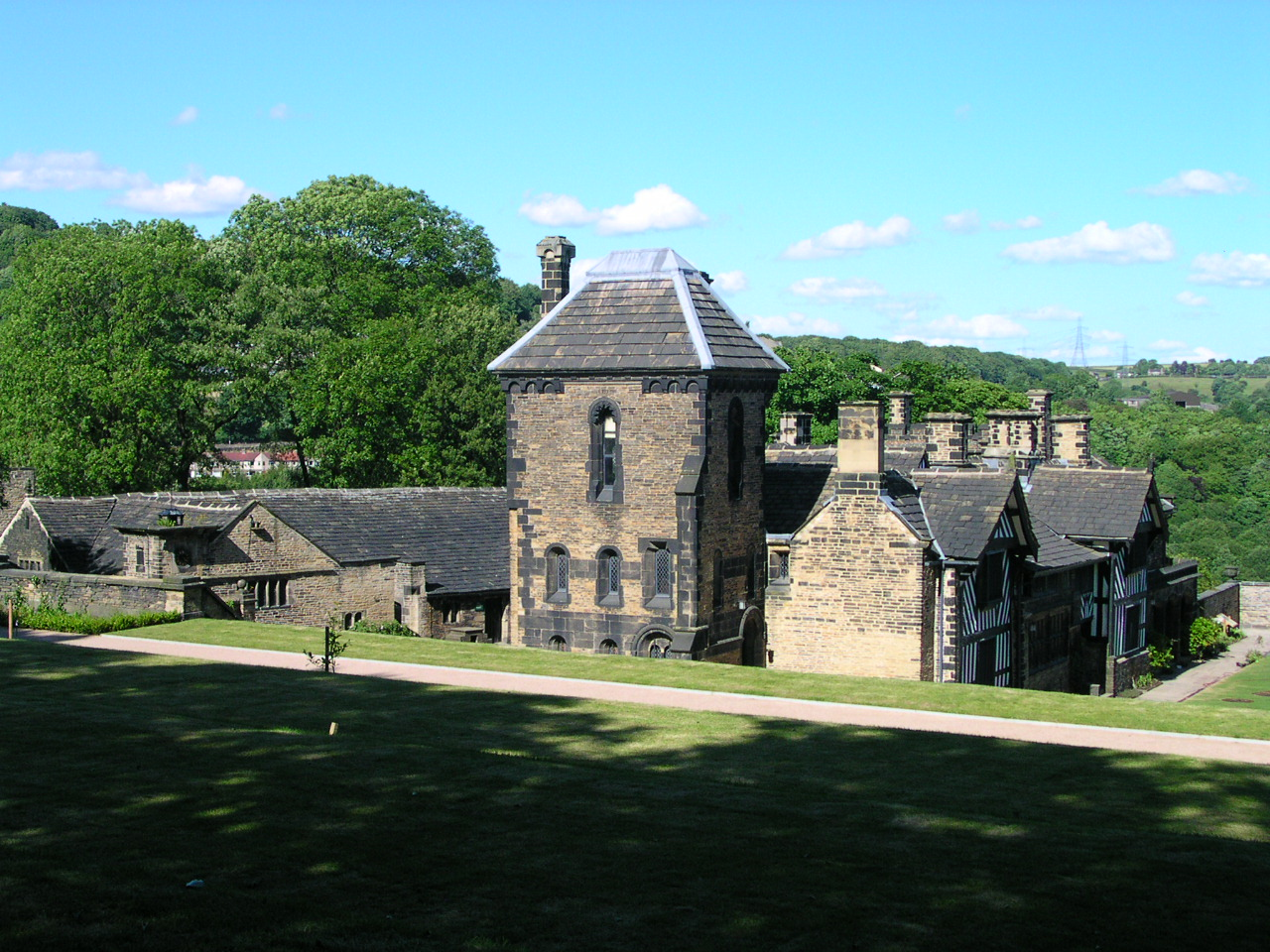
Shibden Hall, Anne Listers egendom i Yorkshire. Foto från 2008.

Anne Lister, född 3 april 1791 i Halifax, West Yorkshire, England, död 22 september 1840 i Kutaisi, Georgien, var en brittisk gentlewoman och godsägare. Lister är omtalad för sina dagböcker där hon skriver om vardagen som godsägare och om sina sexuella relationer med kvinnor. I Frankrike är hon känd för att 1838 ha genomfört den första bestigningen av berget Vignemale, franska Pyrenéernas högsta punkt.

## Biografi
Anne Lister föddes 1791 i en förhållandevis förmögen familj i Yorkshire som ett av sex barn. Hon var det äldsta överlevande barnet till officeren Jeremy Lister (d. 1836) och Rebecca Battle (d. 1817) och hade en syster, Marian. 
Lister var en flicka med ett pojkaktigt sätt och ett stort intresse för studier. Hon sändes 1805 till internatskolan Manor School i York och fick inte oväntat ett rykte om sig som tomboy (pojkflicka). På skolan inleder hon sin första kärleksrelation med en kvinna, rumskamraten Eliza Raine.
I York lärde hon känna den rika och kosmopolitiska familjen Nordcliffe, vars dotter Isabella Nordcliffe hade väckt Listers intresse. De inledde en kärleksrelation 1810 när Lister var 19 år och Isabella 25. Lister sökte sig dock snart till en annan kvinna men fortsatte att träffa Isabella på kärleksmöten då och då under mer än ett decennium.
År 1813 avled den fjärde av Anne Listers bröder, de andra tre hade dött som barn. Det bestämdes då att hon skulle ärva lantegendomen Shibden Hall och systern en annan familjeegendom. Från 1815 bodde Anne Lister på Shibden Hall som då tillhörde hennes farbror James Lister (d. 1826). Av honom lärde hon sig sköta förvaltning och administration av egendomen. 
Vid denna tid hade Lister inlett en relation med Mariana Belcome, en relation med komplikationer. Belcome blev bortgift med en medelålders godsägare som förbjöd kvinnorna att träffas. Men kärleksrelation mellan de två kvinnorns fortsatte trots allt. År 1821 upptäckte Lister att hon hade en venerisk sjukdom. Hon hade blivit smittad av Mariana Belcome som i sin tur blivit smittad av sin man. Även Isabella Nordcliffe, som Anne fortfarande träffade vid enstaka tillfällen, ådrog sig sjukdomen. Följden blev för Listers del att hon åkte till Paris för läkarbehandling och under en tid avhöll sig från sexuella relationer.
Lister blev 1826 ägare av Shibden Hall och den kolgruva som hörde till, även om hon inte fick den fulla inkomsten från godset förrän hennes far och farbrors änka avlidit. Hon var en kunnig affärskvinna som förvaltade egendomen väl och drog fördel av samtidens stora efterfrågan på kol. 
I början av 1830-talet inledde hon ett kompanjonskap, både i affärer och kärlek, med en annan godsägare, Anne Walker. På påskdagen den 30 mars 1834 tog de två kvinnorna nattvarden tillsammans i Holy Trinity Church i Goodramgate i York. Efter det såg de sig som gifta. Holy Trinity Church har beskrivits som minnesplats för Storbritanniens första lesbiska äktenskap. Sedan 2018 har byggnaden en blå minnesskylt.
  

Paret bodde tillsammans i Shibden Hall fram till Lister död. Under 1830-talet gjorde de en mängd resor tillsammans i Europa och Ryssland. Under en av dessa resor, i Kaukasien, avled Anne Lister. 

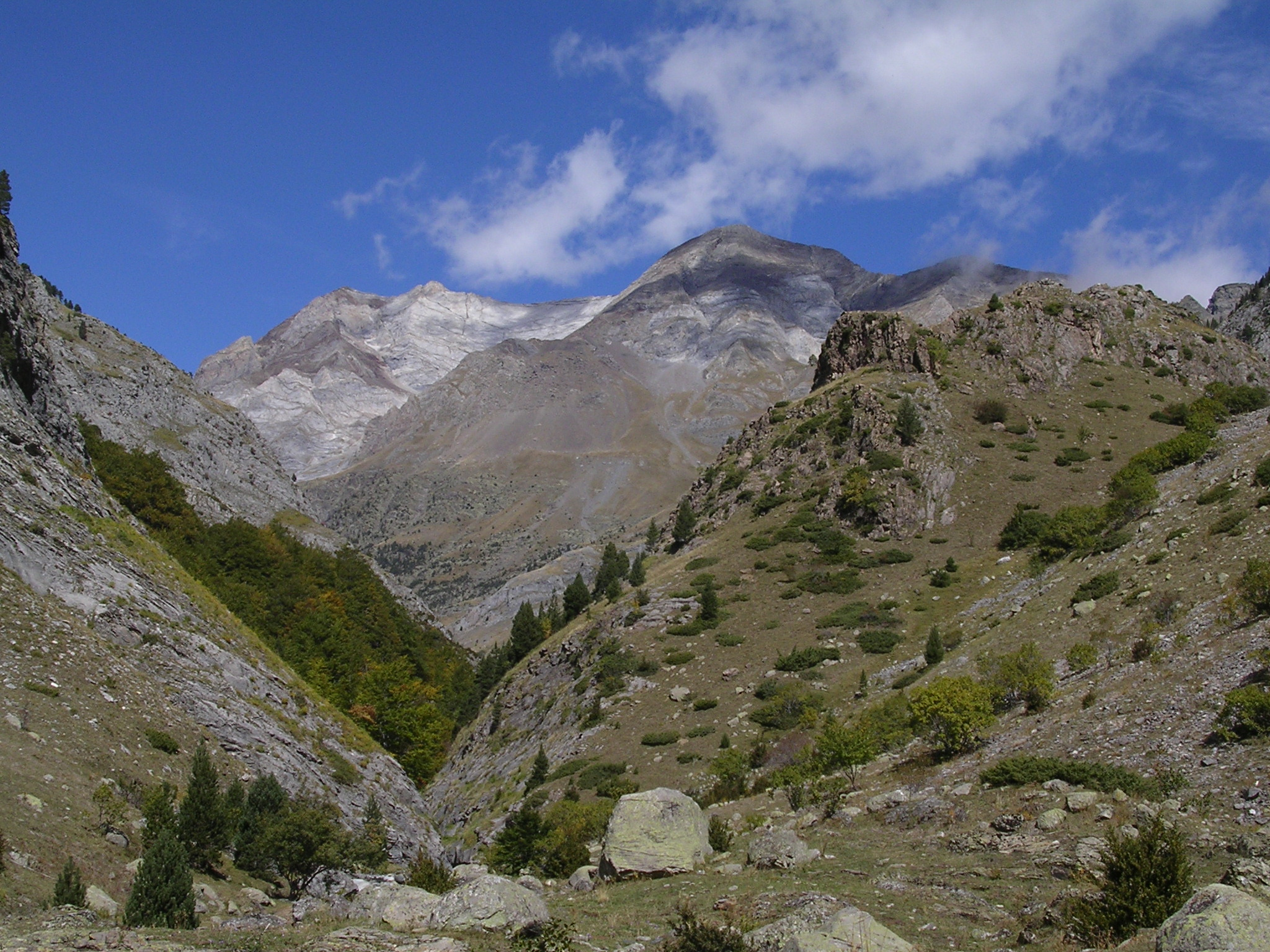
Vignemale i Pyrenéerna.

## Anne Listers dagböcker
Anne Listers dagböcker, skrivna mellan 1806 och 1840, är märkvärdiga därför att de ger en unik inblick i en lesbisk kvinnas liv på 1800-talet. Ungefär en sjättedel av de omfattande dagböckerna, den del som berör hennes kärleksrelationer med kvinnor, är skrivet med kodspråk. Allt annat, anteckningar om vardagen på egendomen Shibden Hall och arbetet med den kolgruva hon drev, är skrivet på engelska. Det kodspråk Lister konstruerat för att skriva om sina kärleksförhållanden byggde på grekiska  alfabetet och algebra. En av Anne Listers efterkommande släktingar, John Lister, lyckades i början av 1900-talet knäcka Annes teckensystem. När han upptäckte vad hon skrivit blev han av sina vänner rekommenderad att förstöra dagböckerna. Som tur var lydde han inte deras råd utan gömde undan dem i Shibden Halls arkiv. Dagböckerna dechiffrerades på 1980-talet av Helena Whitbread som gav ut dem 1988 med titeln I Know my own Heart: the Diaries of Anne Lister, 1791-1840.
Publiceringen av dagböckerna blev en sensation. Den förhärskande uppfattningen att kvinnors kärleksrelationer i Listers samhällsklass på 1800-talet var asexuella så kallade ”romantiska vänskaper” fick sig en ordentlig törn. Anne Lister hade under hela sitt liv passionerade fysiska relationer med kvinnor. I dagböckerna beskriver hon utförligt, ibland i detalj, sitt kärleksliv. 
Det anmärkningsvärda med dagböckerna är inte bara att Lister skriver om sina sexuella relationer utan också om hur hon ser på sig själv. Hon är fullständigt klar över sig själv som en kvinna som älskar andra kvinnor och reflekterar över hur hon blir bemött och över samtidens syn på Sapphists (lesbiska). På grund av detta har hon i England fått epitet ”The first modern Lesbian”.
| ”                 | I love and only love the fairer sex and thus beloved by them in turn, my heart revolts from any love but theirs. | „ |
| – 9 oktober 1820. | |   |

| ”                 | Yet my manners are certainly peculiar, not all masculine but rather softly gentleman-like. I know how to please this fair maiden of mine. | „ |
| – September 1820. | |   |

## Bestigningen av berget Vignemale 1838
I Frankrike är Anne Lister känd som bergsklättrare, dels som den första kvinna att nå toppen på Mont Perdu i Pyrenéerna och dels som den första (turist) att bestiga Vignemale, franska Pyrenéernas högsta punkt. Minst två böcker har skrivits i Frankrike om Anne Lister som bergsbestigare. I dessa böcker ingår även historien om hur Napoléon Joseph Ney, prinsen av Moskva, försökte tillskriva sig bedriften att vara den förste att nå Vignemales topp. Den väg Anne Lister och hennes guider tog och som prinsen av Moskva några dagar senare följde kallas än i dag Prinsen av Moskvas väg.

## Filmatiseringar
- The Secret Diaries of Miss Anne Lister, TV-drama regisserat av James Kent, BBC 2010
- Revealing Anne Lister, dokumentär producerad av BBC 2010
- Gentleman Jack, TV-serie, samproduktion mellan HBO och BBC, 2019-2022